# 三才
三才，中国哲学名词，其来自《易經》，指天、地、人，包括三者为通才